# جون انسين
جون انسين (بالإنجليزية: John Ensign)‏ (ولد في 25 مارس 1958) هو طبيب بيطري أمريكي وسياسي سابق مقره في لاس فيغاس، نيفادا. كان عضو كونغرس وعضو مجلس الشيوخ الأمريكي عن ولاية نيفادا، استقال وسط تحقيق لجنة الأخلاقيات في مجلس الشيوخ.
هو عضو في الحزب الجمهوري، قام برئاسة لجنة السياسة الجمهورية في مجلس الشيوخ، لكن استقال بعد ستة أشهر في 17 يونيو 2009 في أعقاب تحقيق لجنة الأخلاقيات في مجلس الشيوخ. بعد استقالته من مجلس الشيوخ الأمريكي ، عاد انسين وعائلته إلى لاس فيغاس، جدد انسين ممارسته كطبيب بيطري وحصل على وظيفة في مستشفى بوكا بارك للحيوانات.